# Hoštice (ort i Tjeckien, Södra Böhmen, Okres Tábor)
Hoštice är en ort i Tjeckien.   Den ligger i distriktet Okres Tábor och regionen Södra Böhmen, i den centrala delen av landet, 70 km söder om huvudstaden Prag. Hoštice ligger 523 meter över havet och antalet invånare är 176.
Terrängen runt Hoštice är huvudsakligen platt, men norrut är den kuperad. Runt Hoštice är det ganska tätbefolkat, med 62 invånare per kvadratkilometer. Närmaste större samhälle är Tábor, 12,6 km söder om Hoštice. Omgivningarna runt Hoštice är en mosaik av jordbruksmark och naturlig växtlighet.

## Galleri

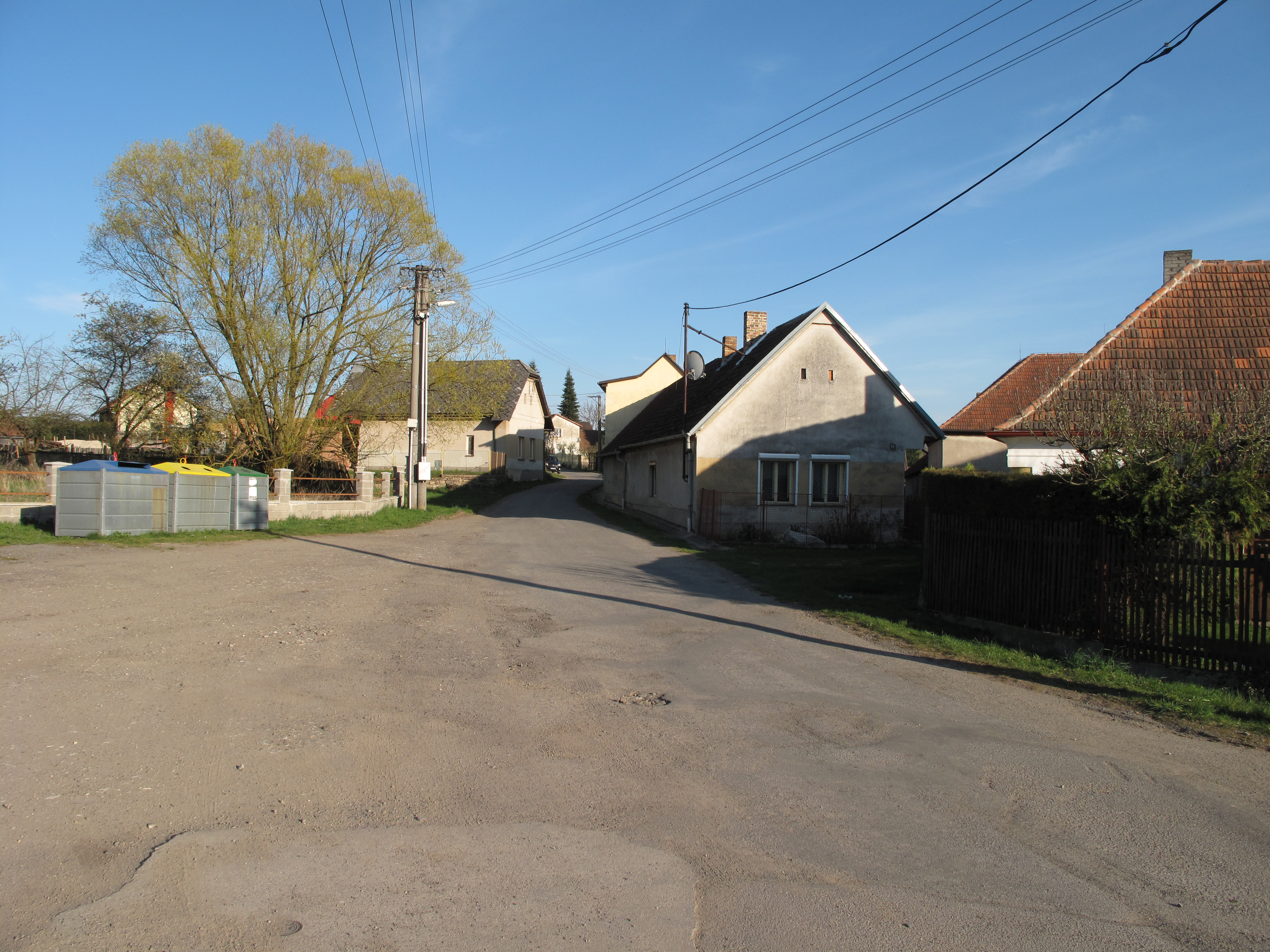
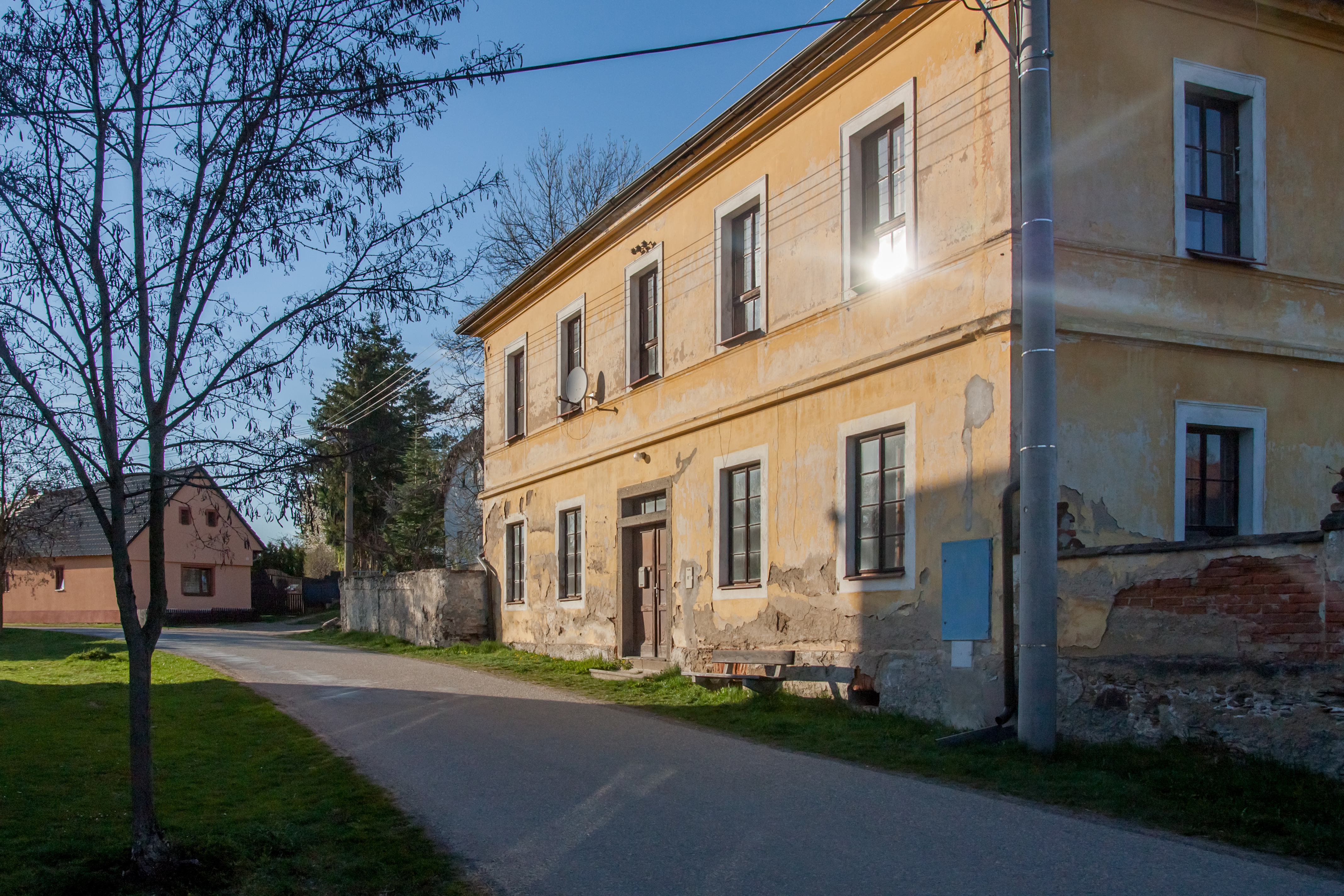
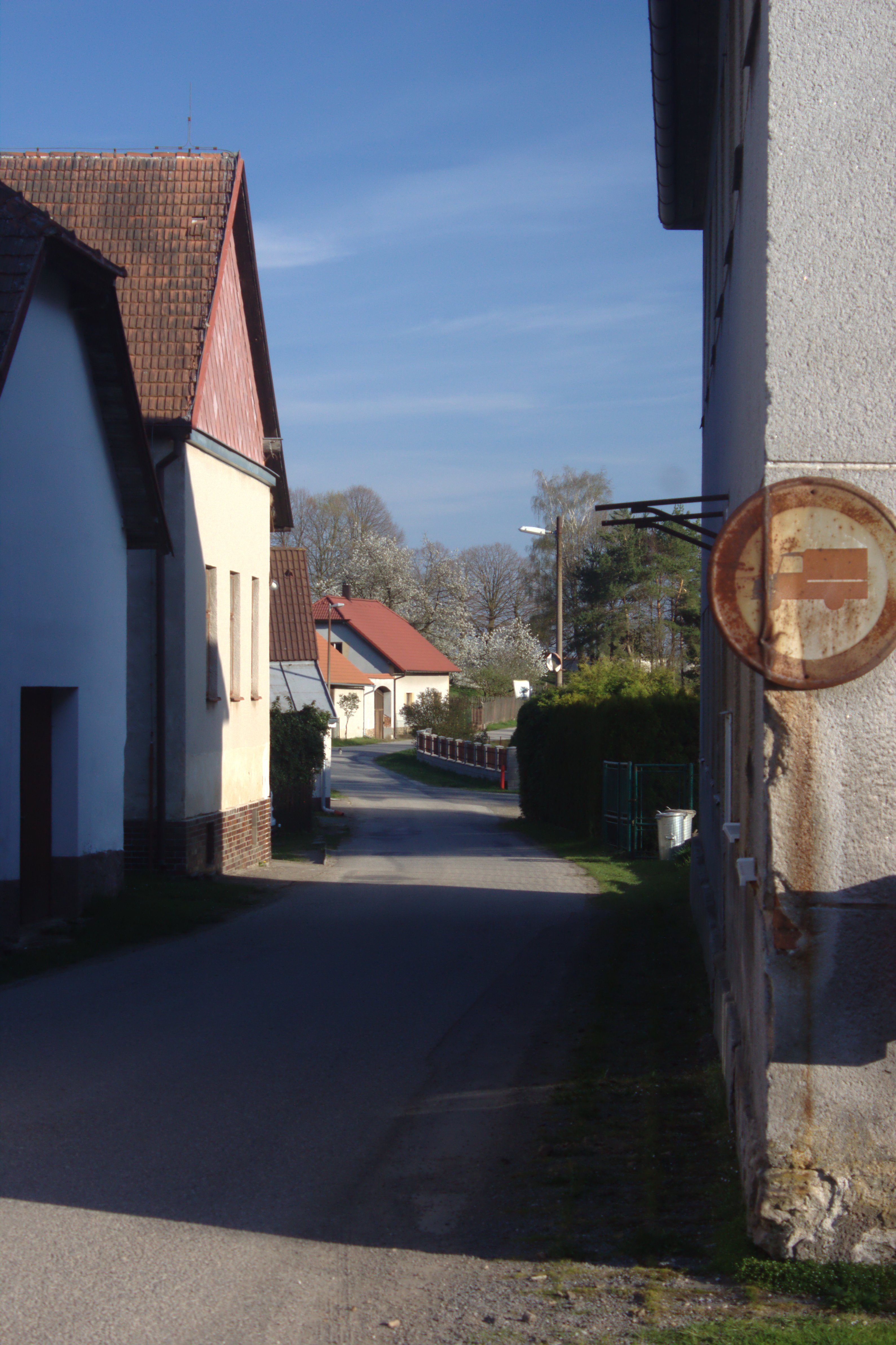